# Цар зла
«Цар зла» (Rawhead Rex; також відомий під назвою «Страшила») — фільм жахів режисера Джорджа Павлова. Прем'єра фільму відбулася 14 жовтня 1986 року. Фільм знімав у справжньому ірландському мелі. Сценаристом фільму виступив відомий митець літератури жахів Клайв Баркер, адаптуючи своюю особисту розповідь «Голий мозок» / «Rawhead Rex» з збірника «Книга крові 3» (1986)
"Я написав сценарій, нехай це була робота, далека від досконалості, всього лише мій другий сценарій у житті, але все-таки мені здається, він набагато кращий за фільм.
Я керувався сюжетом оповідання. Дія в моєму сценарії відбувалася в Англії, в розпал літа, що дозволяло в повній мірі відчути драматизм ситуації: в Кенті, в приємному селі, яка знемагає від літньої спеки, з'являється дивне, темне, що пожирає дітей чудовисько.
Мені подзвонили і сказали: «Ми збираємося зробити з цього фільм, але знімати будемо в Ірландії і час дії перенесемо на лютий». Так що контрапункт спекотного англійської літа і скаженого монстра вилетів в кватирку.
Крім того, кіношники не стали витрачати великі гроші на спецефекти і задовольнялися гумовою маскою. Я зовсім не критикую роботу художника, який створював образ монстра, — чудовисько вийшло зовсім непогано, але щодо самої картини у мене є сумніви: щось спробували передати, але це вдалося далеко не в повній мірі … "

## Сюжет
Письменник Говард Халленбек зі своєю сім'єю у складі жінки Елайн і двох маленький дітей приїжджає з США у Ірландію з ціллю написати нову книгу про священні таємні місця. У ту пору, як Говард відвідував одне з сіл, у котрому розташована церква з майстерно виконаним вітражем, на котрім зображений повержений демон.
Якийсь фермер, намагаючись викорчувати з землі кам'яний стовп, ненароком звільнив заточеного під цим стовпом демона, котрий у давнину тримав у страху всю округу. Звільнений демон даремно час не втрачає, відчувши свободу, він починає вбивати місцевих жителів, серед яких у незабаром опиняється і син письменника. Бажаючи помститися, Горвард шукає способи можливого вбивства демона.
Він з'ясовує, що у старий церкві зберігається древній артефакт у вигляді неолітичної Венери, однак при спробі його використання терпить невдачу. Але письменнику на допомогу приходить його жінка, котра активує сили, приховані у статуетці, і валить демона у могилу.

## У ролях
- Девід Дьюкс — Говард Халленбек
- Келлі Пайпер — Елайн Халленбек
- Хью О'Конор — Роббі Халленбек
- Кора Ланні — Мінті Халленбек
- Ронан Уілмот — диякон О'Брайен
- Ніал Тойбін — преподобний Кут
- Ніал О'Брайен — детектив Айзек Гіссінг
- Хайнріх тло Шеллендорф — демон